# Dobos Károly (labdarúgó)
Dobos Károly (1903. december 12. – 1971.) válogatott labdarúgó, csatár, balösszekötő. A sportsajtóban Dobos II néven volt ismert.

## Pályafutása

### Klubcsapatban
Amatőr labdarúgó volt, aki a Postás csapatában szerepelt. Jól kombináló, stílusos játékos volt, aki gólveszélyesen játszott.

### A válogatottban
1926-ban egy alkalommal szerepelt a magyar labdarúgó-válogatottban. Többszörös amatőr válogatott volt.

## Statisztika

### Mérkőzése a válogatottban
| Magyarország | Magyarország        | Magyarország                    | Magyarország | Magyarország | Magyarország  | Magyarország | Magyarország | Magyarország |
| #            | Dátum               | Helyszín                        | Hazai        | Eredmény     | Vendég        | Kiírás       | Gólok        | Esemény      |
| ------------ | ------------------- | ------------------------------- | ------------ | ------------ | ------------- | ------------ | ------------ | ------------ |
| 1.           | 1926. augusztus 20. | Budapest, Hungária körúti pálya | Magyarország | 4 – 1        | Lengyelország | barátságos   | -            |              |
|              | Összesen            |                                 |              | 1            | mérkőzés      |              | 0            | gól          |